# Vaughan Jones
Sir Vaughan Frederick Randal Jones FRS (Gisborne, Nova Zelanda, 31 de desembre de 1952 – 8 de setembre de 2020) fou un matemàtic neozelandès, conegut pels seus treballs sobre l'àlgebra de Von Neumann i la teoria dels nusos. Va guanyar la Medalla Fields el 1990. Era professor a la Universitat de Califòrnia, Berkeley i a la Universitat d'Auckland.

## Llibres publicats
- Actions of finite groups on the hyperfinite type II1 factor.  Memoirs of the AMS, 1980.
- juntament amb Frederick M. Goodman i Pierre de la Harpe:  Coxeter graphs and towers of algebras.  Springer-Verlag, 1989.[3]
- Subfactors and knots.  AMS, 1991.[4]
- juntament amb V. S. Sunder:  Introduction to subfactors.  Cambridge University Press, 1997.